# Ullfotschampinjon
Ullfotschampinjon (Agaricus lanipes) är en svampart som först beskrevs av F.H. Møller & Jul. Schäff., och fick sitt nu gällande namn av Rolf Singer 1949. Ullfotschampinjon ingår i släktet champinjoner och familjen Agaricaceae.  Arten är reproducerande i Sverige. Inga underarter finns listade i Catalogue of Life.